# Beikala (Ort)
Beikala (Beicala) ist eine osttimoresische Siedlung im Suco Foho-Ai-Lico (Verwaltungsamt Hato-Udo, Gemeinde Ainaro).
Trotz der Mehrheit der Bunak in dieser Region stammt der Ortsname aus der Sprache der Mambai. Bei bedeutet „Großeltern“, kala „Vorfahren“.

## Geographie und Einrichtungen
Beikala ist der Hauptort des Sucos. Das Dorf wird durch die südliche Küstenstraße Osttimors, die hier weiter landeinwärts verläuft, in zwei Teile geteilt. Nördlich der Straße gehören die Häuser zur Aldeia Baha, südlich zur Aldeia Lebo-Mera. Beikala liegt auf einer Meereshöhe von 246 m. Sein Westteil heißt Fatualas. Hier befindet sich im Norden die Grundschule Beikala. Im eigentlichen Beikala steht der Sitz des Sucos. Östlich von Beikala/Fatulas liegt das Dorf Boramba, östlich das Dorf Kulolola. Nach Süden führt eine kleine Straße in das Dorf Lebo-Mera. Nach Norden dehnt sich Beikala selbst weiter aus.